# (473085) 2015 HQ148
(473085) 2015 HQ148 es un asteroide perteneciente al cinturón de asteroides, descubierto el 19 de abril de 2006 por el equipo del Mount Lemmon Survey desde el Observatorio del Monte Lemmon, Arizona, Estados Unidos.

## Designación y nombre
Designado provisionalmente como 2015 HQ148.

## Características orbitales
2015 HQ148 está situado a una distancia media del Sol de 2,743 ua, pudiendo alejarse hasta 3,153 ua y acercarse hasta 2,332 ua. Su excentricidad es 0,149 y la inclinación orbital 13,94 grados. Emplea 1659 días en completar una órbita alrededor del Sol.

## Características físicas
La magnitud absoluta de 2015 HQ148 es 16,7.